# Argyresthia illuminatella
Argyresthia illuminatella — вид лускокрилих комах родини Argyresthiidae.

## Поширення
Вид поширений в Європі. Не зареєстрований в Ірландії, Великій Британії, Португалії, Фенноскандії, Угорщині, Словенії та Греції.

## Опис
Розмах крил метелика 9,5-10,5 мм.

## Спосіб життя
Метелики літають з кінця квітня до червня. За рік буває одне покоління. Гусениці годуються на ялиці білій. Гусінь спершу поїдає бруньки, а потім проробляє ходи у гілочках, де і зимує.